# Albánské království (1943–1944)
Albánské království (albánsky Mbretëria Shqiptare, německy Königreich Albanien) byl státní útvar v Albánii, který byl v letech 1943–1944 vojensky okupován nacistickým Německem a de facto se stal loutkovým státem Německa.

## Historie
Albánie procházela v letech 1943–1944 turbulentními změnami. Zemi po kapitulaci Itálie obsadil německý Wehrmacht. Tato okupace proběhla velmi poklidně, neboť Italové, značně znepokojení situací a toužící se vrátit domů, nečinili vůbec žádný odpor, byť Němci řadu Italů zajali. Na politickém poli měli Němci zájem na zformování nové vlády, která by okupaci podporovala a ostře odsuzovala jakékoliv snahy komunistů o nastolení moci.
Podobně jako na celém Balkáně, i v Albánii moc fašistů ohrožovali partyzáni, zde pod vedením Envera Hodži. Podobně i jako partyzáni jugoslávští, i albánští komunisté se připravovali na převzetí moci a začali budovat paralelní státní struktury – parlament i vládu. Tyto orgány byly zřízeny během tzv. permetské konference. Králi Zoguovi bylo zabráněno, aby se vrátil zpět do vlasti. Dne 17. listopadu 1944 obsadili partyzáni Tiranu.

## Státní symboly
Po oficiálním zrušení unie s Itálií v říjnu 1943 se země vrátila k vyhláškám ze září 1928, během tohoto období se vrátila k před-italské vlajce a znaku.